# 얄바츄 우랄
얄바츄 우랄 (Yalvaç Ural) (1945년 터키 콘야 출생)은 저널리스트이자 작가로, 특히 아동문학 분야에서 다수의 작품을 집필했다. 그의 작품 중 「고양이는 언제나 고양이였다」(원제: Mırnâme - Büyüklere Kedi Şiirleri)가 2019년 책공장 더불어에서 강경민 번역으로 한국어로 출간되었다.
얄바츄 우랄은 1945년 터키 콘야에서 공무원 가정의 아들로 태어났다. 어머니는 초등학교 교사였으며, 아버지는 터키 곡물위원회에서 감정평가 관리자로 근무했다. 그는 아나톨리아의 여러 지역을 거치며 학업을 이어갔고, 카바타스 고등학교에서 고등학교 과정을 시작해 이스탄불의 아타튀르크 남자고등학교를 졸업했다. 고등학교 시절부터 음악과 문학에 깊은 관심을 가지기 시작했다.
고등학교 졸업 후 얄바츄 우랄은 저널리즘의 길을 택해 밀리예트 신문(Milliyet Newspaper)에서 편집자로 일하기 시작했다. 이후 그는 여러 출판사와 신문사에서 기자로 활동하며 경력을 이어갔다. 또한 23년 동안 25종의 아동 잡지를 발간하고, 해외에서 발행되는 터키어 잡지에도 글을 기고했다. 그의 단편 「괼취운 퀴취크 아브칠라르(Gölcüğün Küçük Avcıları)」는 영어로 번역되어 1996년 옥스퍼드 대학교 출판부가 중등학생을 위해 발간한 『네 명의 터키 이야기꾼(Four Turkish Storytellers)』에 수록되었다.
얄바츄 우랄과 페리둔 오랄이 공동 집필한 『허수아비의 심장』 초판은 오스트리아에서 독일어로 출간되었다. 이 책은 연 2회 출간되었으며, 1995년 오스트리아의 이웃 나라 독일에서 베스트셀러가 되었다.
얄바츄 우랄의 『마법의 신발』은 처음에 미니북 형태로 출간되었다. 이후 네덜란드 TV 채널인 ‘네덜란드어 옴로프 스티히팅(Nederlandse Omroep Stichting)’이 이 책을 높이 평가하며, 『마법의 신발』을 원작으로 한 10부작 컴퓨터 애니메이션 TV 만화 시리즈 제작을 우랄에게 의뢰했다. 또한 TRT는 덴게 애니메이션에 27부작 애니메이션으로 제작을 맡겼고, 이 작품은 2년 동안 방영되었다.
『마법의 신발』은 TRT를 통해 스웨덴, 노르웨이, 덴마크, 핀란드의 방송국에도 판매되었으며, 독일에서는 해적판 카세트로도 출시되었다. 『마법의 신발』 외에도 『에블리야 첼레비의 여행 – 우리는 조금, 그리고 멀리까지 갔다』와 『테키르가 구두점을 가르친다』 등 얄바츄 우랄의 다른 작품들을 기반으로 한 애니메이션 시리즈가 제작되었다.
1996년, 얄바츄 우랄의 단편 소설 『음악을 파는 소년들』(집시어: Gili baši i violina)이 집시(Gypsy)어로 출간되었다. 이는 세계 최초로 집시어로 출간된 아동 도서이다. 마케도니아에서는 이 작품이 단편 소설 『숲의 정원』(La Fonten in the Forest Court)과 함께 한 권으로 묶여 출간되었으며, 『음악을 파는 소년들』은 현재 마케도니아 전역의 학교에서 보충 교재로 사용되고 있다.
얄바츄 우랄의 저서 『괴주 호른(Gözü Horn)』과 『이지 율드즈(İzi Yıldız)』는 마케도니아와 헝가리에서도 출간되었다. 그의 시는 그리스어로 번역되었으며, 우랄은 『노란 북(Yellow Drum)』이라는 어린이 잡지를 발행하고 같은 제목의 어린이 TV 프로그램을 제작했을 뿐만 아니라, 밀리예트(Milliyet) 신문에도 동일한 제목의 칼럼을 연재했다.
65권의 아동 도서를 출판한 얄바츄 우랄은 성인을 위한 책 4권과 시집 1권을 출판했다.
아동 문학 분야에서 세계적으로 유명한 얄바츄 우랄은 네덜란드에서 열린 제5회 국제 아동 시 페스티벌에서 "하모니카 시인"과 "아동 시 세계 챔피언"으로 선정되었다.
2017년 언어 협회 Beşir Göğüş 터키어 및 아동 문학 개발상은 Yalvaç Ural의 아동 시집 "Yabanöküzü Horned Fox"에 수여되었다.
그는 2020년 터키 언론인 협회 로부터 부르한 펠렉 언론 봉사상을 수상했다.

## 그의 작품
| Kırmızı Kızlar Çatıları Gizler                              | Hikâye  |
| La Fontaine Orman Mahkemesinde                              | Masal   |
| Yergi, Nükte ve Fıkralarıyla Süleyman Nafiz                 | Mizah   |
| Alfabe Boyama                                               | Diğer   |
| Anadolu Efsaneleri                                          | Efsane  |
| Zıpır Bilmeceler                                            | Diğer   |
| Korkulu Bir Gün                                             | Hikâye  |
| Yeni Zıpır Bilmeceler: Dünyanın En Komik Bilmeceleri        | Diğer   |
| Problemli Apartman Çocuğu                                   | Hikâye  |
| Bayraklar Kitabı                                            | Diğer   |
| Hormonlu Zıpırlar: Kırmızı Kızlar Çatıları Gizler           | Diğer   |
| Kahraman Süvariler                                          | Diğer   |
| Kayıp Ülkenin Çocuğu                                        | Masal   |
| Kedi-Köpek Zıpırları                                        | Diğer   |
| Temel Reis Ispanağı Yoğurtsuz Yer                           | Diğer   |
| Tekir Noktalama İşaretlerini Öğretiyor                      | Diğer   |
| Müzik Satan Çocuklar                                        | Hikâye  |
| Kulağımdaki Küçük Çan                                       | Hikâye  |
| Bir Gök Dolusu Güvercin                                     | Hikâye  |
| Sincap                                                      | Şiir    |
| Alucura Çay Evi                                             | Diğer   |
| Stephen Hawking Herkül'ü Döver                              | Diğer   |
| Dinozopor Bilmeceler                                        | Diğer   |
| Korkuluğun Kalbi                                            | Hikâye  |
| Mırname Büyüklere Kedi Şiirleri                             | Şiir    |
| Gölcüğün Küçük Avcıları                                     | Masal   |
| Başarılı Bir Köpek Olmanın Yolları                          | Çeviri  |
| Teksas Vatansever Çelik Bilek                               | Derleme |
| Sayıların Dili                                              | Diğer   |
| Kibrit Oyunları                                             | Diğer   |
| Mızıkçının Oyunları                                         | Diğer   |
| Teneffüs Zıpırları                                          | Diğer   |
| Alfabe'nin Türküsü                                          | Diğer   |
| Uçurtmam Çaylak Kuyrukları Yarka                            | Masal   |
| Gözü Boynuz ile İzi Yaldız                                  | Masal   |
| Küçük Ayı ile Ahlat Ağacı                                   | Hikâye  |
| İyi Geceler Bozi                                            | Hikâye  |
| Bal Avcısı Küçük Piti                                       | Hikâye  |
| Hayvanlar Çıkartma Kitabım / Akıllı Minik ile Obur Dizisi   | Diğer   |
| Akıllı Minik ile Obur / Mevsimler                           | Diğer   |
| Küçük Ayının Uzun Yolculuğu                                 | Masal   |
| Arkadaşım Küçük Aslan Masal                                 | Diğer   |
| Tepemde Eşekarısı Gibi Vızıldayıp Durma                     | Diğer   |
| Tembeller Orkestrası - Sakızağacı Çocukları                 | Diğer   |
| Başparmak Çocuklar                                          | Diğer   |
| Kaz Zıpırları                                               | Diğer   |
| Sümer Hayvan Masalları - Yabanöküzü Boynuzlu Tilki          | Masal   |
| Hermiyas / Yunus Sırtındaki Çocuk Ege'de Bir Karya Efsanesi | Masal   |
| Mavi Eşek ve Tuzakta İki Kişi / Bu Yarışı Kim Kazanacak     | Masal   |
| Mavi Eşek ile Aylak Aslan / Öyküsünü Arayan Hayvanlar       | Masal   |
| Çatal Matal Kaç Çatal                                       | Diğer   |

## 이외 참고 자료
- 폴란드 미소 훈장 수상자

## 참고문헌
1. ↑  “DİL DERNEĞİ BEŞİR GÖĞÜŞ TÜRK DİLİNİ VE ÇOCUK EDEBİYATINI GELİŞTİRME ÖDÜLÜ YALVAÇ URAL'A VERİLİYOR”. 5 Şubat 2017에 원본 문서에서 보존된 문서. 4 Şubat 2017에 확인함.
2. ↑  “TGC Burhan Felek Basın Hizmet Ödülleri açıklandı”. 7 Kasım 2023에 원본 문서에서 보존된 문서. 7 Kasım 2023에 확인함.